# Jacqueline Chonavel
Jacqueline Chonavel, née Chartrain le 7 juillet 1924 à Paris, est une femme politique française. Membre du Parti communiste français, elle est députée de la Seine-Saint-Denis de 1968 à 1981.

## Biographie
Issue d'une famille ouvrière, dont le père meurt en déportation, Jacqueline Chartrain devient sténo-dactylo.
En 1944, elle adhère aux jeunesses communistes et à la CGT, puis en 1945 au Parti communiste français. Elle est également responsable locale de l'Union des jeunes filles de France (UJFF).
Elle épouse en 1947 Roger Chonavel, typographe, rescapé de la déportation et militant communiste, qui devient journaliste à l’hebdomadaire France nouvelle.
Élue au conseil municipal de Bagnolet (Seine puis Seine-Saint-Denis) en 1947, elle est 4e adjointe, puis 3e adjointe au maire en 1953. Elle devient maire de Bagnolet en 1959, à la suite du retrait de Paul Coudert, qui exerçait cette fonction depuis 1925. Elle est, en France, la première femme élue maire d'une commune de plus de trente mille habitants.
En 1958, Jacqueline Chonavel est secrétaire de l’Union des femmes françaises (UFF) pour le département de la Seine, puis, en 1964 et 1965, membre du conseil départemental de la Seine de cette organisation.
En 1968, elle devient députée de la Seine-Saint-Denis, à la suite du décès de Jean Lolive dont elle était la suppléante, et réélue en 1973 et 1978. Elle fait partie de la commission des lois, puis de celle des affaires culturelles, familiales et sociales. Elle exerce les fonctions de vice-présidente de l'Assemblée nationale en 1975.

## Fonctions
- Députée PCF de la Seine-Saint-Denis (1968-1981)
- Maire de Bagnolet (1959-1986)
- Conseillère générale de la Seine-Saint-Denis (1967-1970)

## Distinction
- Chevalier de la Légion d'honneur (12 février 1986)[1]